# كريس كيليرمان
كريس كيليرمان (بالإنجليزية: Kris Kelderman)‏ هو مدرب كرة قدم ولاعب كرة قدم أمريكي في مركز الدفاع، ولد في 10 ديسمبر 1968 في نيناه في الولايات المتحدة. لعب مع دي.سي. يونايتد وميامي فيوشن وميلواكي وايف ونيو إنغلاند ريفولوشن.

## وصلات خارجية
- كريس كيليرمان على موقع الدوري الأمريكي (الإنجليزية)
- كريس كيليرمان على موقع قاعدة بيانات كرة القدم.إي يو (الإنجليزية)